# Franz von Stuck
Franz von Stuck  (Tettenweis, 1863. február 23. – München, 1928. augusztus 30.) müncheni építész a Jugendstil-időszakban. A műncheni szecesszió (Jugendstil) kialakulását előkészítő műve az ún. Stuck-villa (1897–1898) Münchenben a Prinzregentenstrassén.

## Életpályája

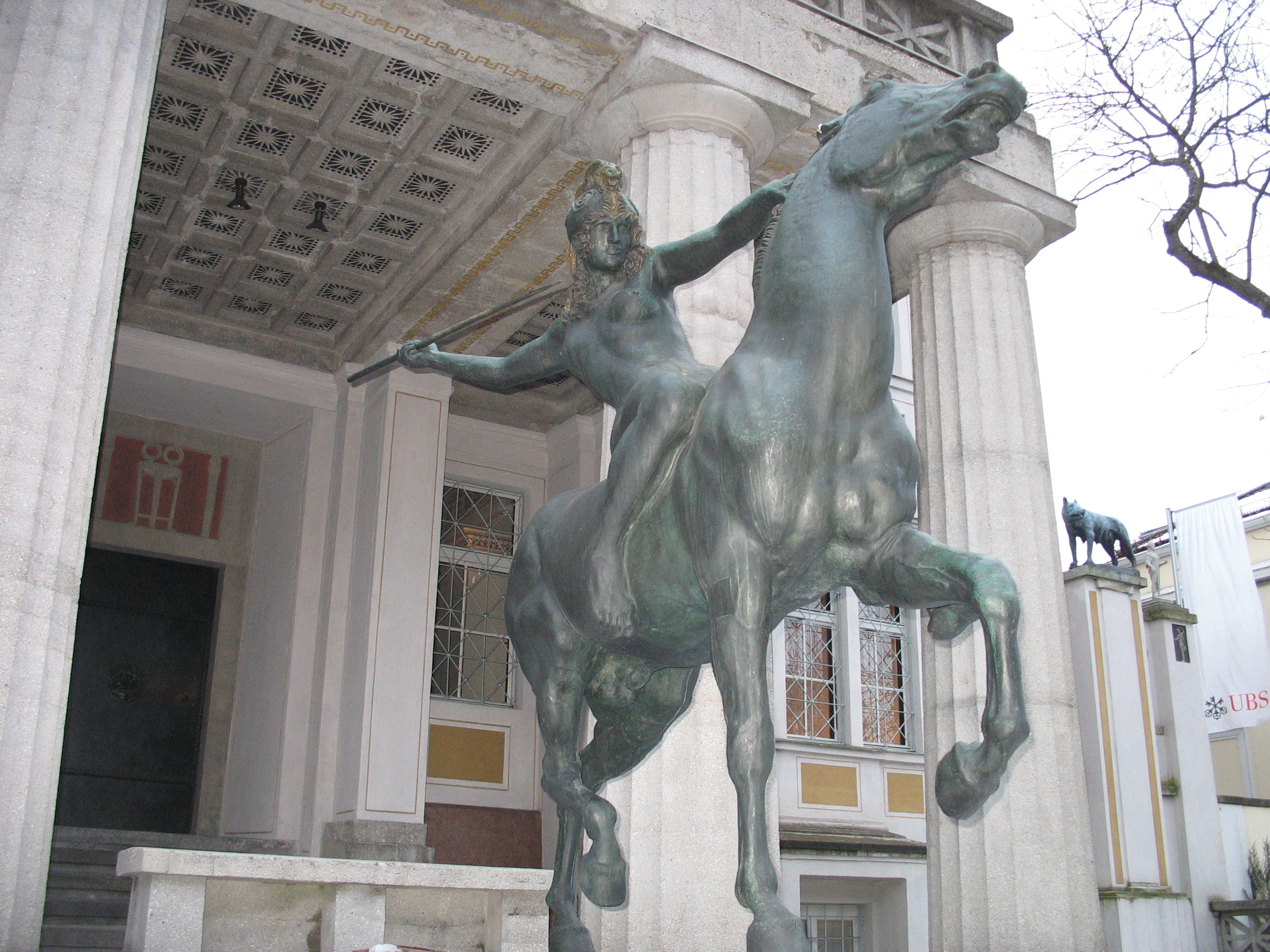
A müncheni Stuck-villa
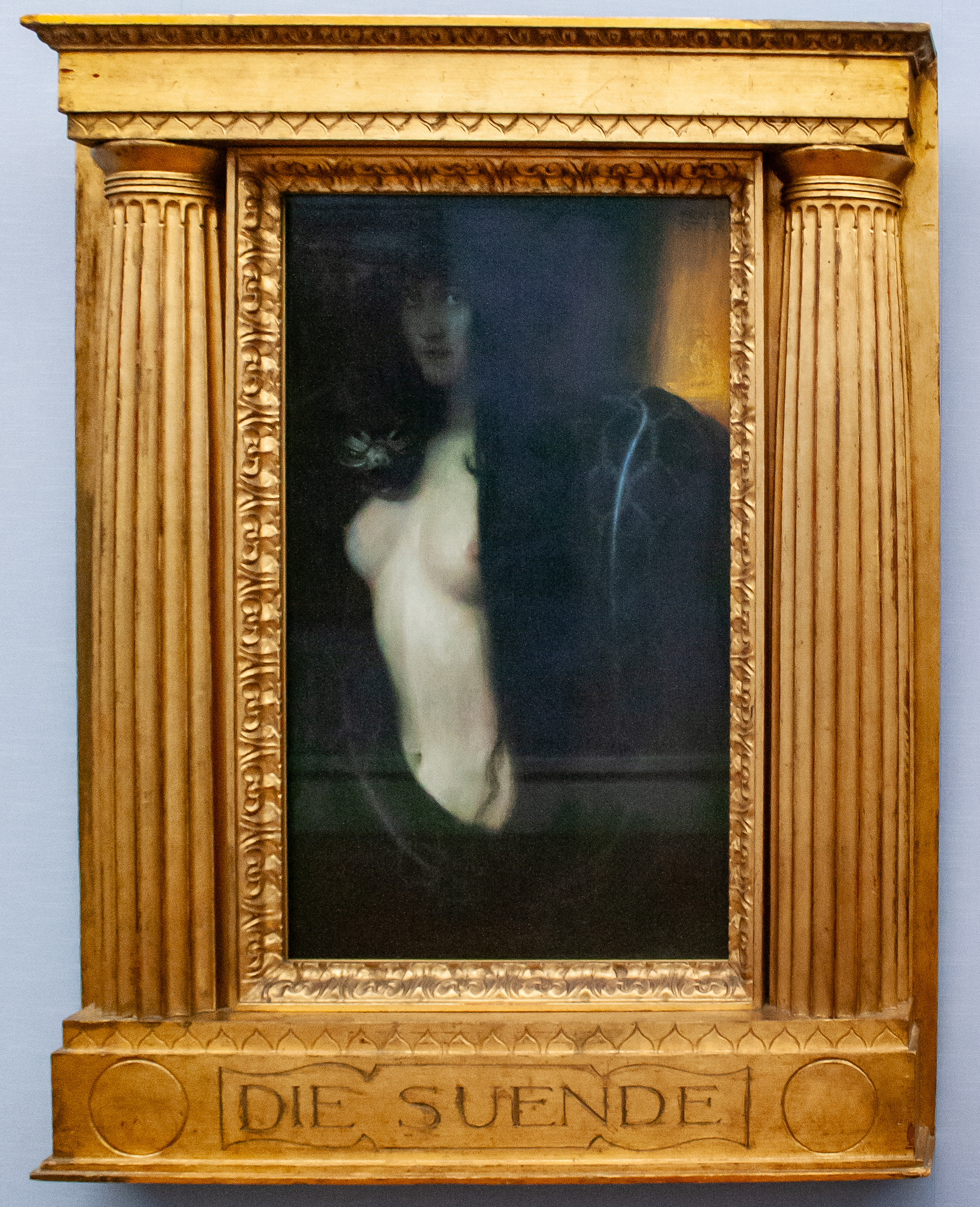
A bűn
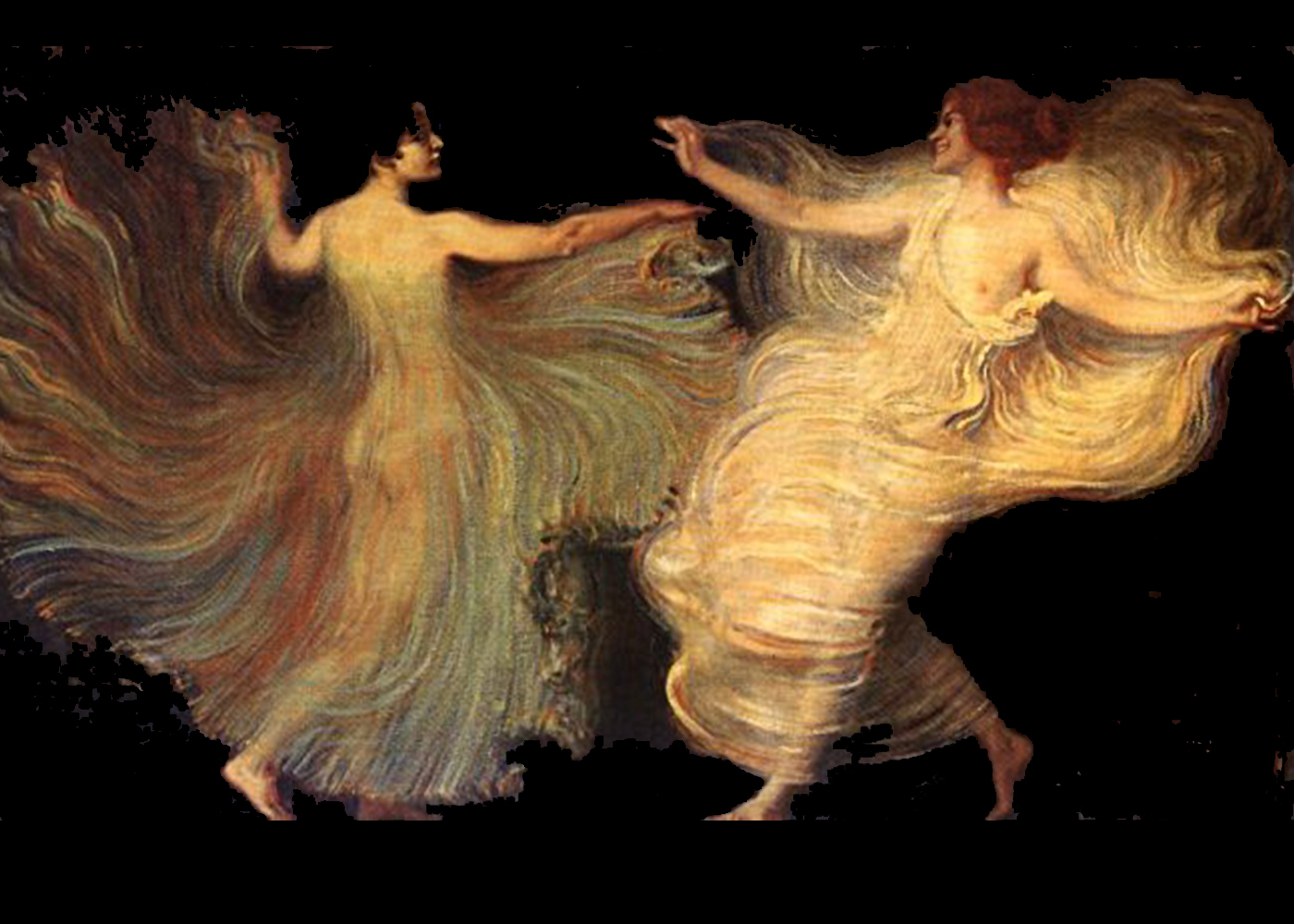
Táncosok